# آرال، قزاقستان
آرال،قزاقستان (به قزاقی: Aral) یک شهر در قزاقستان است که در Aral District واقع شده‌است.
 آرال  ۲۹٬۹۸۷ نفر جمعیت دارد.